# Хырдалан
Хырдала́н (азерб. Xırdalan) — город в Азербайджане, административный центр Апшеронского (Абшеронского) района. Расположен в западной части Абшеронского полуострова, в 5 километрах к северо-западу от Баку.

## История
Хырдалан возник в начале XX века в качестве деревни. В 1936 году получил статус посёлка городского типа, затем районного центра Абшеронского района Азербайджанской ССР.
2 октября 2006 года Милли Меджлис Азербайджана принял решение о присвоении Хырдалану статуса города.
30 ноября 2006 года президент Азербайджана Ильхам Алиев подписал распоряжение о применении закона «О присуждении посёлку Хырдалан Абшеронского района статуса города».

## География

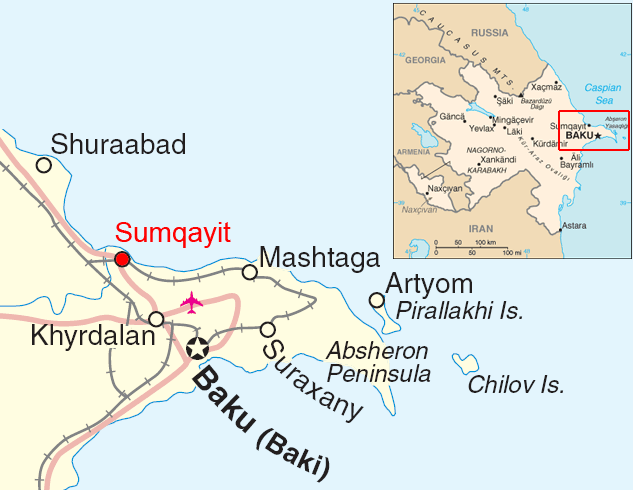
Хырдалан на карте Абшеронского полуострова

Город Хырдалан расположен в западной части Абшеронского полуострова, к югу от Джейранбатанского водохранилища, между городами Баку и Сумгаит, на высоте 71 метра над уровнем моря. Расстояние до столицы Азербайджана составляет 5 км. Сейсмическая активность региона — 8 баллов по шкале Рихтера.

## Климат
В регионе преобладает теплый умеренный полупустынный и сухой степной климат. Среднегодовая температура воздуха — +13,1 °С, среднемесячная максимальная температура — +24,6 °С, минимальная — +2,4 °С. Влажность воздуха — 76 %. Годовые осадки составляют 163 мм. Основные направления ветров: северный, северо-западный, южный и юго-западный. Средняя скорость ветра — 6,8 м/с.

## Общие сведения
Общая площадь города составляет 1702,00 га.
На территории города расположено 20 промышленных предприятий, общая численность рабочих которых составляет 1698 человек.
Общая площадь жилищного фонда составляет 1297,8 м².
Среди объектов образования следует отметить детские сады и школы, в которых обучаются 920 и 7304 детей соответственно.
Здравоохранительная система включает в себя больницы на 80 коек и поликлиники, рассчитанные на 575 посетителей в день.
Генеральный план города Хырдалан, подготовленный в 2011 году и рассчитанный до 2030 года, утвержден 8 апреля 2013 года.

## Инфраструктура
Город соединён с Баку и Сумгаитом Абшеронской железнодорожной кольцевой линией.
Водоснабжение города обеспечивается при помощи Джейранбатанского водохранилища, озера Зяли, расположенного в селе Масазыр и водохранилища «Шоллар».
Основными источниками электрической энергии являются подстанции «Хырдалан» и «Алиага Вахид» производительной мощностью 220/110/35/10 и 110/35/10 Квт соответственно.
В городе отсутствует централизованная отопительная система. Подача отопления осуществляется при помощи 53 котлов. Источником газового обеспечения является ГПС в селе Масазыр и 71 газовая станция. Мощность АТС 341/342, входящей в Абшеронский телекоммуникационный узел, составляет 54620 номеров.
3 октября 2014 года открыты центр Гейдара Алиева, шахматная школа, музыкальная школа. Действует парк культуры и отдыха площадью 12 гектар, развлекательный центр «Парк Абшерон».
16 ноября 2017 года сдан в эксплуатацию Абшеронский Олимпийский спортивный комплекс.

## Население
По оценке на 2014 год в городе проживало 95 200 человек. На 1 января 2022 года население Хырдалана составило 101 531 чел.

## Известные уроженцы
- Наби Хазри — Народный поэт Азербайджана.
- Зияд Алиев — чемпион мира по вольной борьбе.
- Магомедгусейн Адыгезалов — один из первых профессиональных нефтяных бурильщиков Азербайджана, председатель Хырдаланского Совета Народных Депутатов (1918), член социал-демократической партии «Гуммет» (с 1906 года), председатель Хырдаланского Революционного Совета (1920—1921), председатель Бинагадинского Исполнительного Комитета (1921), кавалер ордена Трудового Красного Знамени (1928).[15]
- Абдулрахман Мамедгусейн оглы Адыгезалов — заслуженный инженер, первый заместитель министра Промышленности строительных материалов Азербайджанской ССР (1950—1957), руководитель водного канала «Баку — Шоллар», главный инженер Совета Народной Промышленности при ЦК КП Азербайджанской ССР (1958).[16]
- Агагусейн Джавадов — актёр театра и кино, народный артист Азербайджанской ССР.[17]
- Атабаба Гаджибабаев — азербайджанский театровед, писатель, публицист, один из соавторов Азербайджанской Советской Энциклопедии, художественный руководитель Союза театральных деятелей Азербайджанской ССР (1981—1987), заслуженный деятель культуры Азербайджанской Республики.[18]

## Достопримечательности
- Шахматная школа (2014)
- Музей имени Гейдара Алиева
- Парк имени Гейдара Алиева
- Музыкальная школа (2014)[19]

## Фотогалерея

Центральный парк имени Гейдара Алиева
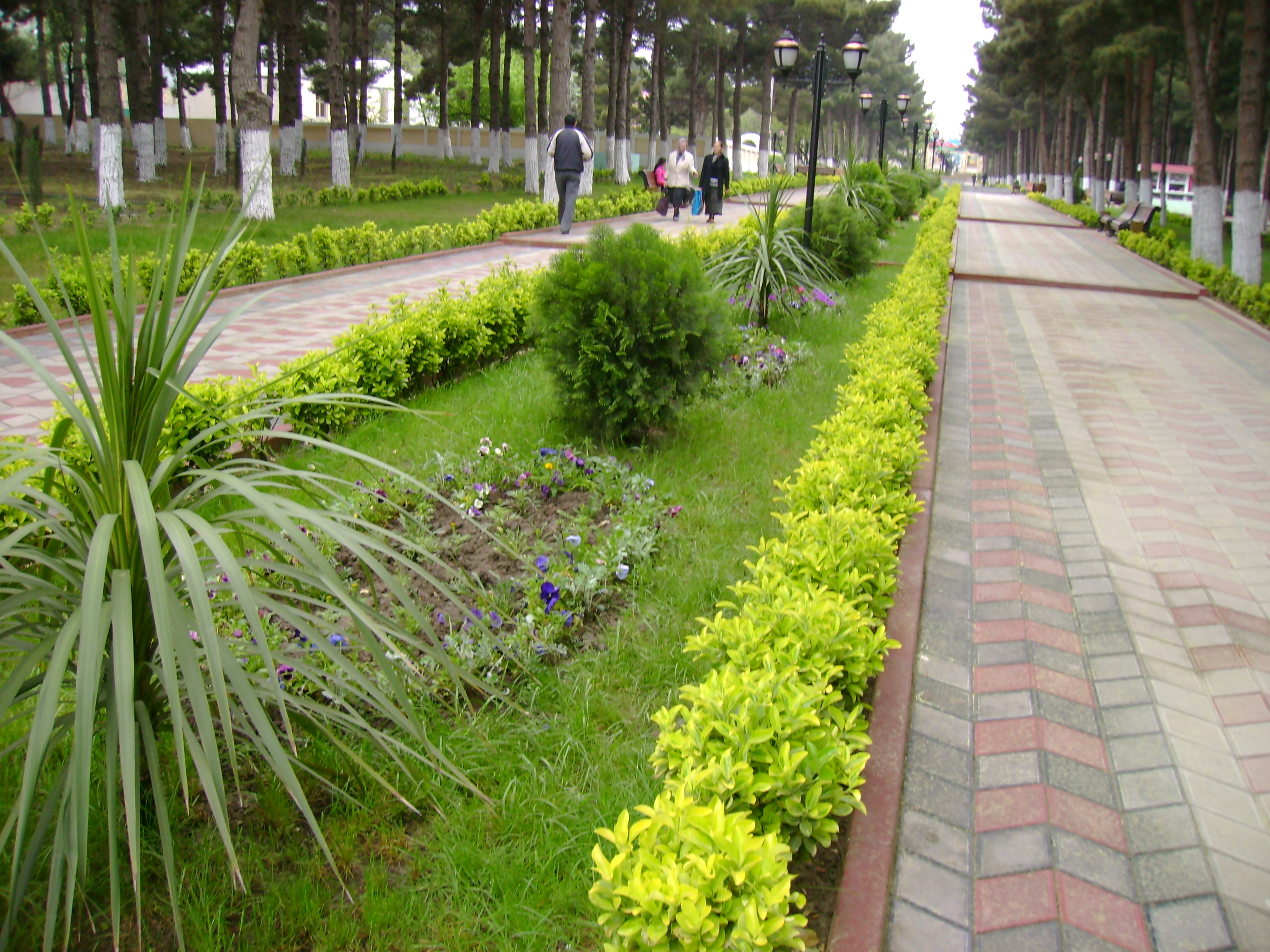
Аллея парка